# José Makila Sumanda
José Makila Sumanda, né le 20 septembre 1959, est un homme politique du Congo-Kinshasa. Il est le gouverneur de l’ancienne province de l'Équateur du 27 janvier 2007 jusqu’en janvier 2009 lorsqu’il est évincé et remplacé par Jean-Claude Bayende à ce poste,. Le 1er avril 2016 il est élu gouverneur de la province du Sud-Ubangi.
Il est depuis 19 décembre 2016 vice-premier ministre chargé des transports et voies de communication.

## Biographie
José Makila Sumanda est détenteur d'un diplôme de licence en science politique de l'Université Laval.